# Автомобильный мост через Десну (Остёр — Карпиловка)
Автомобильный мост через Десну — комбинированный мостовой переход, пересекающий реку Десна и группу озёр, расположенный в Черниговском районе (Черниговская область, Украина). Является частью  автодороги Т2535 на участке Остёр — Карпиловка.

## Общие данные
Автомобильный мост в Черниговском районе (17 июля 2020 года — Козелецком районе) автодороги Т2535 (Козелец—Сорокошичи) на участке Остёр — Карпиловка, который их соединяет. Мост соединяет западный (правый) берег реки Десны (Карпиловка и Сорокошичи) с восточным (левым) берегом (Остёр и Козелец).
Комбинированный мостовой переход состоит из моста через Солдатское озеро и реку Десну, моста через Солонецкое озеро, мостовых подходов между мостами и по обе их стороны (со стороны Остра и Карпиловки). Мостовой подход между мостами представлен автодорогой длиной 910 м и шириной 8 м (шириной земляного полотна 11 м) на насыпи высотой 5 м, мостовой подход со стороны Остра длиной 380 м на насыпи высотой 3 м, со стороны Карпиловки длиной 2310 м на насыпи высотой 2-3 м.
Мост через Солдатское озеро и реку Десну: длина 550 м, ширина проезжей части — 9 м, грузоподъёмность — 30 тонн. Тип конструкции — балочный мост. Материал — железобетон. Имеет по одному ряду движения в обе стороны, две пешеходные зоны.
Мост через Солонецкое озеро: длина 475 м, ширина проезжей части — 10 м, грузоподъёмность — 30 тонн. Тип конструкции — балочный мост. Материал — железобетон. Имеет по одному ряду движения в обе стороны, две пешеходные зоны.
Перед (со стороны Остра) мостом через Солдатское озеро и реку Десну расположен «Памятник погибшим при обороне от нацистских захватчиков».